# Bob Degen

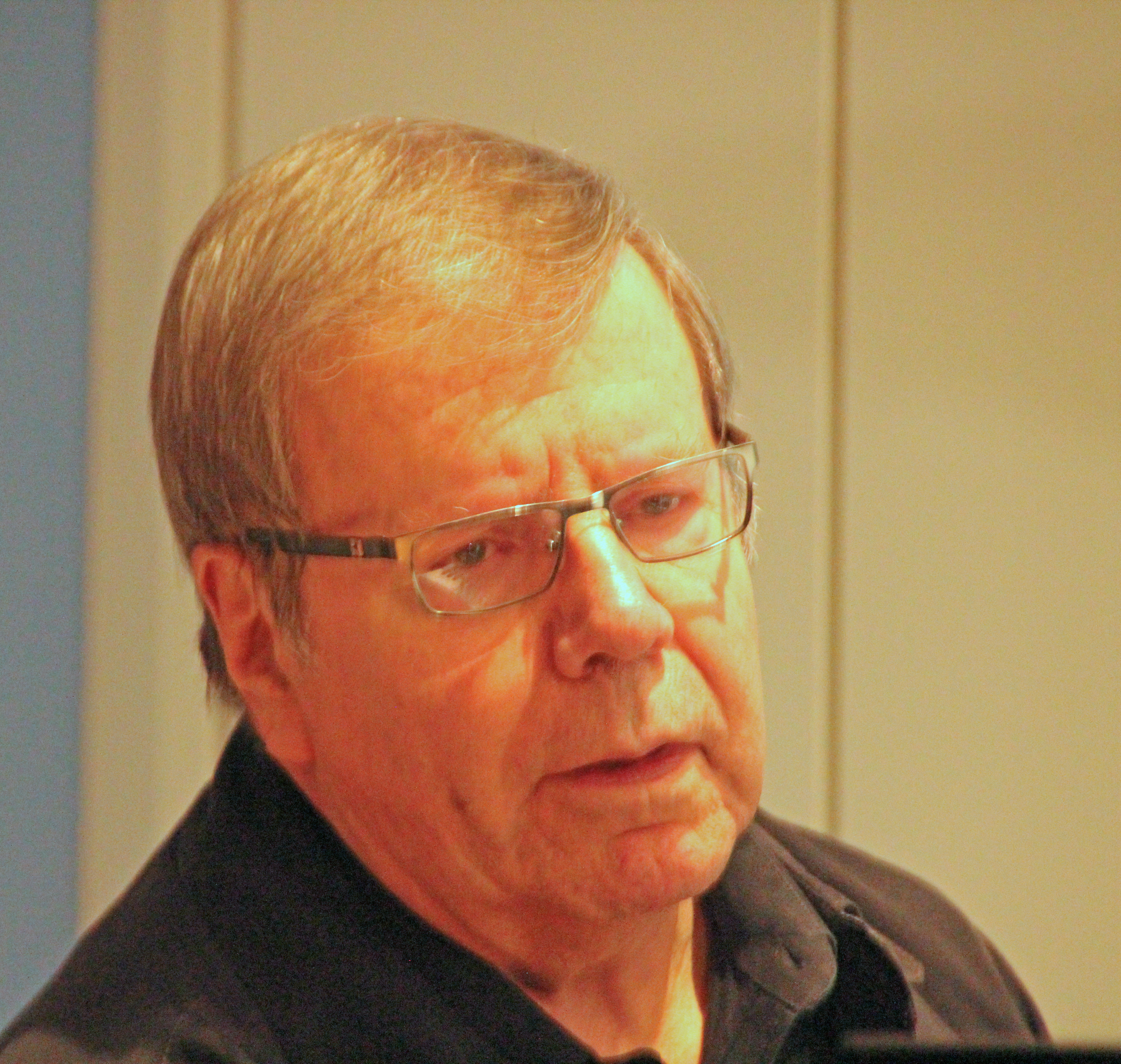
Bob Degen (2016)

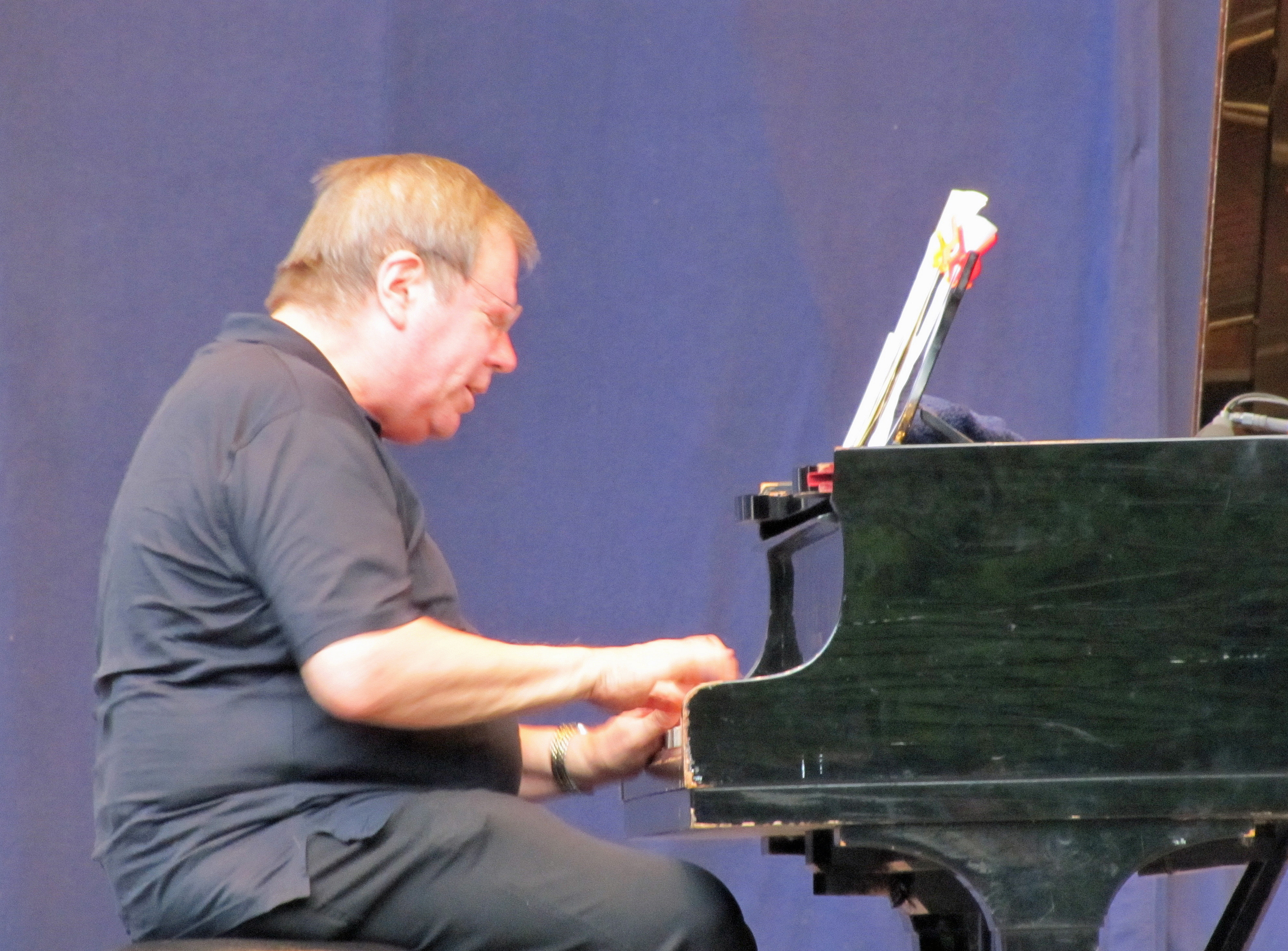
2010 bei Jazz im Palmengarten

Robert William „Bob“ Degen (* 24. Januar 1944 in Scranton, Pennsylvania) ist ein amerikanischer Pianist und Komponist des Modern Jazz. Seit den 1970er Jahren gilt er „als wichtiger Teil der deutschen, speziell der Frankfurter Jazzszene“ (Jürgen Wölfer).

## Leben und Wirken
Degen, der schon früh mit seinem Vater Jazzkonzerte in New York besuchte, studierte bis 1965 an der Berklee School of Music bei Margaret Chaloff, die unter anderem auch Herbie Hancock und Steve Kuhn unterrichtete.
Nach einem ersten Aufenthalt in Deutschland machte Degen 1966 beim Gulda-Wettbewerb auf sich aufmerksam und kehrte in die Vereinigten Staaten zurück, wo er mit Mark Levinson und Paul Motian sowie mit der Glenn Miller-Band unter Buddy DeFranco spielte. Anfang der 1970er Jahre tourte er mit Sadao Watanabe durch Japan, wo er als Star gefeiert wurde. Seit 1972 arbeitet er wieder – von Sulzbach im Taunus aus – in Deutschland, wo er mit Albert Mangelsdorff spielte und bis 1999 Mitglied des Jazz-Ensemble des Hessischen Rundfunks war. In den Gruppen Voices und Springtime kam es zur langjährigen Zusammenarbeit mit den Rundfunkkollegen Heinz Sauer (Duo, Quartett) und Günter Lenz.
Zu weiteren Partnern zählen u. a. Dexter Gordon, Art Farmer, Lee Konitz, Attila Zoller, Leo Wright, Hans Koller, Makaya Ntshoko, Adelhard Roidinger, Zbigniew Namysłowski, Bill Stewart, Gerd Dudek, Wolfgang Engstfeld, Wolfgang Lackerschmid, Terumasa Hino, Tony Lakatos, Claudia Carbo, Alfred Harth, Cameron Brown, Sven Faller, Dell/Lillinger/Westergaard sowie Jürgen Wuchner und Janusz Stefański.
Das Spiel von Bill Evans und Paul Bley haben Degen geprägt. Vorübergehend weilte er zu Beginn des neuen Jahrtausend in den USA, um dann zurückzukehren. Er ist bis heute aktiv. Zum Bob Degen Trio gehören Markus Schieferdecker am Kontrabass und Peter Perfido an den Drums. Das Bob Degen Quartett besteht aus Thomas Bachmann an den Saxophonen, Ralf Cetto am Kontrabass und Uli Schiffelholz am Schlagzeug. Er erhielt 1994 den Jazzpreis des Landes Hessen.

## Auswahldiskographie
- Celebrations (mit Manfred Eicher, Fred Braceful; Calig, 1968)
- Bob Degen / Harvie Swartz Chartreuse (Enja, 1977)
- Heinz Sauer & Bob Degen Ellingtonia Revisited (L+R, 1981)
- Sequoia Song (mit Isla Eckinger, Makaya Ntshoko; Enja, 1982)
- Melchior (mit Alfred Harth; Biber Records, 1985)
- Bob Degen/Hartmut Kracht/Peter Weiss Joy feat. Zbigniew Namysłowski (1993)
- Charlie Mariano: Deep in a Dream (mit Isla Eckinger,  Jarrod Cagwin; Enja, 2001)
- Jake Remembered (mit Valentín Garvie, Markus Schieferdecker, Peter Perfido; Enja, 2010)
- Eric Plandé / Bob Degen Human Nature (Cristal Records, 2010)
- Michel Pilz / Bob Degen: Tilly’s Eyes (mit Markus Schieferdecker, Peter Perfido; JazzHausMusik 2011)
- Frankfurt Exploration: Blue Clouds (mit Valentín Garvie, Heinz Sauer, Markus Schieferdecker, Uli Schiffelholz; Unit Records 2016)
- Matthias Nadolny / Bob Degen: You’Re My Everything (Klaeng 2016; Bestenliste 2. Quartal 2016 beim Preis der deutschen Schallplattenkritik)[4]
- Burkard Kunkel/Bob Degen: Two Geese by the River (Triangolo 2023; Bestenliste 2. Quartal 2023 beim Preis der deutschen Schallplattenkritik)[1]

## Belege
1. 1 2  Stefan Michalzik: Stupser für die Spannung. In: Frankfurter Rundschau. 25. Januar 2024, abgerufen am 27. Januar 2024.
2. ↑  Bob Degen Trio. In: Jazzinitiative Frankfurt. 2024, abgerufen am 27. Januar 2024.
3. ↑  Bob Degen zum 80. Geburtstag. 2024, abgerufen am 27. Januar 2024.
4. ↑  Bestenliste 2/2016. In: Preis der deutschen Schallplattenkritik. Abgerufen am 27. Januar 2024.

| Personendaten    | Personendaten               |
| ---------------- | --------------------------- |
| NAME             | Degen, Bob                  |
| ALTERNATIVNAMEN  | Degen, Robert William       |
| KURZBESCHREIBUNG | amerikanischer Jazz-Pianist |
| GEBURTSDATUM     | 24. Januar 1944             |
| GEBURTSORT       | Scranton, Pennsylvania      |